# Badman
Badman – trzeci minialbum południowokoreańskiej grupy B.A.P, wydany 6 sierpnia 2013 roku przez wytwórnię TS Entertainment. Płytę promowały single „Badman” oraz wcześniej wydane „Coffee Shop” i „Hurricane”. Sprzedał się w nakładzie 88 989 egzemplarzy w Korei Południowej (stan na grudzień 2013).

## Lista utworów
| Nr | Tytuł            | Słowa                                 | Kompozycja                  | Aranżacja               | Czas |
| -- | ---------------- | ------------------------------------- | --------------------------- | ----------------------- | ---- |
| 1. | „Whut’s Poppin’” | Marco, Bang Yong-guk                  | Marco, Bang Yong-guk        | Marco                   | 1:50 |
| 2. | „Badman”         | Kang Ji-won, Kim Ki-bum               | Kang Ji-won, Kim Ki-bum     | Kang Ji-won             | 3:47 |
| 3. | „Excuse Me”      | Park Su-seok, Sleepy                  | Park Su-seok, Sleepy        | Park Su-seok, Sleepy    | 3:35 |
| 4. | „Coffee Shop”    | Bang Yong-guk, Kang Ji-won Kim Ki-bum | Kang Ji-won, Kim Ki-bum     | Kang Ji-won, Kim Ki-bum | 3:39 |
| 5. | „Bow Wow”        | Bang Yong-guk, Park Su-seok, iNoo     | Bang Yong-guk, Park Su-seok |                         | 3:37 |
| 6. | „Hurricane”      | Bang Yong-guk, Jeon Da-woon, Marco    | Jeon Da-woon, Marco         | Jeon Da-woon, Marco     | 3:32 |

## Notowania
| Lista                    | Pozycja |
| ------------------------ | ------- |
| Gaon Weekly Album Chart  | 3       |
| Gaon Monthly Album Chart | 5       |
| Gaon Yearly Album Chart  | 25      |
| Five Music (Tajwan)      | 2       |